# رايموند إليس
رايموند إليس (بالإنجليزية: Raymond Ellis)‏ هو سياسي بريطاني (وحمل سابقاً جنسية المملكة المتحدة لبريطانيا العظمى وأيرلندا)، ولد في 17 ديسمبر 1923 في شفيلد في المملكة المتحدة، وتوفي بنفس المكان في 20 أبريل 1994. حزبياً، نشط في حزب العمال. في الانتخابات العامة للمملكة المتحدة 1979 ‏، انتخب عضو البرلمان الثامن والأربعون للمملكة المتحدة عن دائرة داربيشير الشمالية الشرقية خلال فترته النيابية ‏ (3 مايو 1979 – 13 مايو 1983) وفي الانتخابات العمومية للمملكة المتحدة 1983 ‏، انتخب عضو البرلمان التاسع والأربعون للمملكة المتحدة عن دائرة داربيشير الشمالية الشرقية خلال فترته النيابية ‏ (9 يونيو 1983 – 18 مايو 1987).